# Gustavo Gasparini
Gustavo Gasparini (született: 1930) olasz tudományos-fantasztikus író.

## Élete
Velencében modern nyelveket tanult, ezután bejárta Európát. Renato Pestrinieróval és Sandro Sandrellivel együtt a híres „velencei tudományos-fantasztikus triász” egyik tagja. Számos regény és novella szerzője, ezek zömükben a tudományos-fantasztikus irodalom műfajában születtek. La donna immortale című regénye az 1975-ös Italconon, Ferrarában a legjobb regény díját nyerte el, s még ugyanebben az évben bekerült az American Library Association Notable Books List (Jelentős könyvek gyűjteménye) című listájába. Magyar nyelven a Galaktika közölte néhány elbeszélését.

## Művei

### Regények
- Le vele del tempo (1963)
- La donna immortale (1974)
- Il Castello dell'Ombra (1988)

### Elbeszélések
- Pittore dell'Invisibile (1951)
- Qualcuno è dietro alla porta (1961, auch als Traditore)
- Circolo chiuso (1962)
- Mosche (1962)
- Ritratto di ignoto (1962)
- Giochi proibiti (1963, Sotto le coperte címen is)
- Schiavi senza padrone (1963)
- Vertigine (1963, Ossessione címen is)
- Il pianeta degli Invisibili (1963)
- La notte dell'ira (1963, Delitto e castigo címen is)
- La lunga ricerca (1963, La fabbrica címen is)
- Ritorno (1963)
- Quarta dimensione (1964, Biglietto di andata címen is)
- Acqua alla gola (1965)
- L'Altra Parte (1966)
- Notturno (1969, Risveglio notturno címen is)
- Vicolo cieco (1972)
- Incidente notturno (1973)
- Gli eredi della Terra (1973)
- Minaccia occulta (1976)
- Esperimento di magia (1977)
- Dale 3000 (1978, Leda 3000 címen is)
- Incubo (1978)
- L'ora della vendetta (1978)
- Psicocinesi (1978)
- Destini (1978)
- Invasione (1978)
- Lilith (1978)
- Il pianeta degli Uomini Finti (1979)
- Tecnocrazia (1979)
- La figlia di Atlantide (1979)
- Una storia autentica (1979)
- Il tempo è galantuomo (1980)
- Le mani di Satana (1980)
- Panico (1980)
- Il collezionista di bambole (1980, Bambole címen is)
- La casa delle streghe (1980)
- Ragazza alla finestra (1980)
- Delirium (1980)
- Acque profonde (1980)
- Autostop (1980)
- Allegro con fuoco (1980)
- Il messaggio (1980)
- L'altra sponda (1980)
- Incontro in montagna (1980)
- Oniria (1980)
- Il guardiano della soglia (1981)
- L'intervista (1982)
- Pianeta pericoloso (1985)
- Oltre il labirinto (1985)
- Il sole di mezzanotte (1989)
- La stanza in fondo al corridoio (1989)
- Incubi. Dieci passi nell'orrore (1990)
- Psiconauta (1990)
- L'ultimo angelo (1990)
- Pietre (1990)
- Diario segreto (1990)
- Altri incubi (1992)
- Ci uccidono per giocare (1992)
- Enigma solare (1992)
- Lo specchio (1992)
- Gli eredi dell'uomo (1992)
- La figlia del Diavolo (1996)
- L'occultista (1997)
- Fantastico veneziano (1997)
- Il guardiano della soglia (1999)
- Il gioco della vita (1999)
- Il perturbatore della quiete (1999)
- La stanza in fondo al corridoio (1999)
- La porta del tempo (1999)
- Impossibile ritorno (1999)
- La danza di Dio (1999)

## Magyarul megjelent művei
- A kör bezárul (elbeszélés, Galaktika 6., 1973)
- A takaró alatt (elbeszélés, Galaktika 49., 1983)
- Visszatérés (elbeszélés, Galaktika 49., 1983)

## Külső hivatkozások
- Gustavo Gasparini az ISFDB oldalán
- Gustavo Gasparini a fantasticienza.com oldalán
- Munkáinak felsorolása a worldcat oldalán

## Fordítás
- Ez a szócikk részben vagy egészben  a   Gustavo Gasparini című német Wikipédia-szócikk ezen változatának fordításán alapul.  Az eredeti cikk szerkesztőit annak laptörténete sorolja fel. Ez a jelzés csupán a megfogalmazás eredetét és a szerzői jogokat jelzi, nem szolgál a cikkben szereplő információk forrásmegjelöléseként.